# 嘘でもいいから
『嘘でもいいから』（うそでもいいから）は、1993年10月23日から12月18日まで毎週土曜日22:00 - 22:54（『DRAMA-CAN!』枠）に、読売テレビ制作・日本テレビ系で放送された日本のテレビドラマ。主演は樋口可南子。

## 概要
樋口可南子のよみうりテレビ制作のドラマ初出演にして初主演を飾った連続ドラマである。
稲垣吾郎の在阪局制作ドラマ初出演ドラマである。
樋口可南子演じる大場天子と、稲垣吾郎演じる野上文也との年の差恋愛を主軸とした恋愛ドラマである。
今作にはオープニングが存在せず、本編中に出演者名クレジットを表記する形式をとっていた。また提供クレジットは、前提供・後提供共に、画面下部中央に縮小した形で表示される形式となり、この形式は以後のよみうりテレビ制作ドラマや、よみうりテレビ制作のバラエティ番組（「どっちの料理ショー」など）にも受け継がれている。
再放送は、制作局のよみうりテレビにおいて、1995年の深夜2時台のドラマ再放送枠において、一度だけ、提供社名やナレーションのみを除き、主題歌や映像はそのままの状態（VHSやDVDに収録される状態に近い）で再放送されているが、日本テレビや各地方局では一度も再放送されていない局が多く、2010年7月現在、VHS化もDVD化も実現していない。

## キャスト

### 主要人物
大場 天子
演 - 樋口可南子（少女期：安達祐実）
ジュースショップ販売員。バツイチ。自分の不注意から娘を事故死させたという暗い過去がある。
野上 文也
演 - 稲垣吾郎
農林水産省勤務。2年前に婚約者を亡くした。

### 文也の関係者
竹本 健
演 - 西村和彦
農林水産省勤務。文也の先輩。
松前 梨花・遊花
演 - 田中広子
双子。遊花は文也の亡き婚約者。梨花はその妹で、スイミングスクールのインストラクター。

### 天子の関係者
中田 麻里
演 - 夏川結衣
天子の同僚。
岩城 一成
演 - 長谷川初範
梨花と遊花の叔父。旅行代理店勤務。天子の恩人。
秋永 真一
演 - 神田正輝
天子の元夫。不動産会社勤務。

### 野上家
野上 貴夜子
演 - 藤井かほり
文也の姉。家事手伝い。
野上 邦子
演 - 倍賞美津子
文也の母。料理学校の先生。

## スタッフ
- 企画 - 上野隆(YTV)
- 脚本 - 野依美幸
- 演出 - 国本雅広、藤井裕也、今井和久
- 音楽プロデューサー - 諏訪道彦(YTV)
- 主題歌 - 伊勢正三「NEVER」
- プロデュース - 藤井裕也(YTV)、東城祐司
- 技術協力 - パビック
- 照明協力 - 共立
- 美術協力 - フジアール
- スタジオ - 多摩スタジオ
- 制作 - よみうりテレビ、MMJ

## 放送日程
| 各話   | 放送日         | サブタイトル     |
| ------ | -------------- | ---------------- |
| 第1話  | 1993年10月23日 | 忘れられなくて   |
| 第2話  | 1993年10月30日 | 想い出を捨てて   |
| 第3話  | 1993年11月06日 | 逃れられない     |
| 第4話  | 1993年11月13日 | あなたが恐い     |
| 第5話  | 1993年11月20日 | 抱かれてあげる   |
| 第6話  | 1993年11月27日 | 許したいのに     |
| 第7話  | 1993年12月04日 | 愛して／抱いて   |
| 第8話  | 1993年12月11日 | あなたの子よ     |
| 最終話 | 1993年12月18日 | 誰よりも何よりも |

| 日本テレビ系 DRAMA-CAN!                      | 日本テレビ系 DRAMA-CAN!                    | 日本テレビ系 DRAMA-CAN!        |
| 前番組                                       | 番組名                                     | 次番組                         |
| -------------------------------------------- | ------------------------------------------ | ------------------------------ |
| 嵐の中の愛のように （1993.7.3. - 1993.9.25） | 嘘でもいいから （1993.10.23 - 1993.12.18） | 麻酔 （1994.1.15 - 1994.3.26） |